# Weichelsee
Der Weichelsee ist ein Baggersee im Nordwesten der Stadt Rotenburg (Wümme) in Niedersachsen. Er ist 1986 im Zuge der Bauarbeiten der Nordumgehung im Verlauf der Bundesstraßen 71 und 75 entstanden.
Der überwiegend von Gehölzbeständen umgebene See dient als Naherholungsgebiet. Er kann auf einem knapp 1,7 km langen Rundweg umrundet werden. Im Nordwesten des Sees befindet sich ein Sandstrand mit Liegewiese und Gastronomie. Hier wurden Anfang des 21. Jahrhunderts auch zwei Beachvolleyballfelder angelegt. Ein Teil des Geländes ist für Wohnmobile hergerichtet. Das Gelände am Strandbad wird in den Sommermonaten für verschiedene Veranstaltungen genutzt.
Der See wird für verschiedene Wassersportaktivitäten genutzt. In der Nähe des Strandbades ist ein Segelverein ansässig, der den See als Segelgewässer nutzt. Das Befahren des Sees mit Motorbooten ist verboten. Ein Rotenburger Angelverein nutzt den See als Angelgewässer.